# 이동휘 (배우)
이동휘(李東輝, 1985년 7월 22일~)는 대한민국의 배우이다.

## 학력
- 서울예술대학교 연극과
- 고려대학교 언론대학원 언론학과 전공

## 연기 활동

### 영화
- 2013년 영화 《남쪽으로 튀어》 ... 카페회원 1 역
- 2013년 영화 《감시자들》 ... 앵무새 역
- 2013년 영화 《밤의 여왕》 ... 남자 사원 1 역
- 2013년 영화 《집으로 가는 길》 ... 광식 역
- 2014년 영화 《청춘예찬》 ... 수용 역
- 2014년 영화 《우는 남자》 ... EV 엔지니어 역
- 2014년 영화 《타짜: 신의 손》 ... 짜리 역
- 2014년 영화 《패션왕》 ... 콤비남 2 역
- 2015년 영화 《뷰티 인사이드》 ... 상백 역
- 2015년 천만영화 《베테랑》 ... 윤홍렬 역
- 2015년 영화 《도리화가》 ... 송칠성 역
- 2015년 영화 《라이트 마이 파이어》 ... 신재혁 역
- 2016년 영화 《아가씨》 ... 구가이 역
- 2016년 영화 《럭키》 ... 민석 역 (특별출연)
- 2017년 영화 《공조》 ... 박명호 역 (본작의 서브 빌런)
- 2017년 영화 《재심》 ... 모창환 역
- 2017년 영화 《원라인》 ... 송 차장 역
- 2017년 영화 《부라더》 ... 주봉 역 (본작의 메인 주인공)
- 2019년 천만영화 《극한직업》 ... 김영호 역 (일본어 더빙: 하마노 다이키)
- 2019년 영화 《어린 의뢰인》 ... 윤정엽 역
- 2019년 영화 《엑시트》 ... 중내천 경찰 1 역 (특별출연)
- 2019년 영화 《출국심사》 ... 태수 역
- 2020년 영화 《국도극장》 ... 한기태 역
- 2020년 영화 《콜》 ... 백민현 역
- 2020년 영화 《메소드 연기》 ... 박경수 역 (단편영화)
- 2021년 영화 《새해전야》 ... 용찬 역
- 2022년 영화 《브로커》 ... 송씨 역
- 2023년 영화 《어쩌면 우린 헤어졌는지 모른다》 ... 준호 역
- 2023년 영화 《천박사 퇴마 연구소: 설경의 비밀》 ... 강인배 역
- 2023년 영화 《모라동》 ... 한선우 역 (본작의 메인 주인공)
- 2024년 천만영화 《범죄도시4》 ... 장동철 역(†) (제74회 베를린 국제 영화제) (인간말종 2. 이 영화의 서브 빌런이자 설정상으로는 중간 보스가 아닌 바보형 악역, 창기의 친구)[1] (일본어 더빙: 후쿠야마 쥰)
- 2024년 영화 《설계자》 ... 하우저 역
- 2024년 영화 《결혼, 하겠나?》 ... 한선우 역
- 2025년 영화 《로비》 ... 박 기자 역
- 2025년 영화 《하이파이브》 ... 장기 이식 수술 의사 역 (특별출연)

### 드라마
| 연도 | 제목                            | 역할          | 방송사          | 비고     |
| ---- | ------------------------------- | ------------- | --------------- | -------- |
| 2014 | 조선 총잡이                     | 한정훈        | KBS2            | 조연     |
| 2015 | 이혼변호사는 연애중             | 이경          | SBS             | 조연     |
| 2015 | 응답하라 1988                   | 류동룡        | tvN             | 주연     |
| 2016 | 안투라지                        | 거북 (연봉현) | tvN             | 주연     |
| 2016 | KBS 드라마 스페셜 - 빨간 선생님 | 김태남        | KBS2            | 주연     |
| 2017 | 자체발광 오피스                 | 도기택        | MBC             | 주연     |
| 2019 | 60일, 지정생존자                | 조성주        | tvN             | 특별출연 |
| 2019 | 쌉니다 천리마마트               | 문석구        | tvN             | 주연     |
| 2020 | 시네마틱드라마 SF8 - 만신       | 정가람        | MBC             | 주연     |
| 2022 | 글리치                          | 이시국        | Netflix         |          |
| 2022 | 카지노                          | 양정팔        | Disney+ Hotstar | 주연     |
| 2024 | 수사반장 1958                   | 김상순        | MBC             | 주연     |
| 2025 | 파인: 촌뜨기들                  | 심홍기        | Disney+         | 조연     |

## 연기 외 활동

### 텔레비전 프로그램
| 연도 | 방송사      | 제목                     | 역할                            | 비고                               |
| ---- | ----------- | ------------------------ | ------------------------------- | ---------------------------------- |
| 2016 | MBC         | 황금어장 라디오스타      | 게스트                          | 472회, "넌 is 뭔들" 특집!          |
| 2019 | SBS         | 런닝맨                   | 게스트                          | 435회, 450회                       |
| 2020 | KBS 쿨FM    | 가요광장                 | DJ                              | 2020년 12월 14일, 2020년 12월 20일 |
| 2021 | MBC         | 놀면 뭐하니?             | MSG 워너비 오디션 참가자 (멤버) | 2021년                             |
| 2021 | MBC         | 손현주의 간이역          | 게스트                          | 2021년                             |
| 2021 | 네이버 나우 | Orange Tag               | 호스트                          | 2021년 9월 8일 ~ 2022년 2월 23일   |
| 2021 | tvN         | 집콘라이브               | 정상동기                        | 2021년                             |
| 2022 | 쿠팡play    | SNL 코리아 리부트 시즌 2 | 호스트                          | 2022년                             |
| 2023 | tvN         | 출장십오야               | 게스트                          | 2023년                             |
| 2023 | MBC         | 나혼자산다               | 게스트                          | 2023년                             |
| 2023 | 티빙        | 《브로 앤 마블》         | 고정                            | 2023년 7월 21일~ 2023년 8월 25일   |
| 2023 | tvn         | 놀라운 토요일            | 게스트                          | 2023년                             |
| 2024 | MBC         | 놀면 뭐하니?             | 게스트                          | 2024년 228회                       |
| 2024 | EBS1 ENA    | 곽준빈의 기사식당2       | 게스트                          | 2024년 9회                         |
| 2024 | tvN         | 핀란드 셋방살이          | 고정 출연                       | 2024년 12월 6일 ~ 2025년 2월 7일   |

### 웹예능
| 연도 | 방송사 | 제목              | 역할   | 비고 |
| ---- | ------ | ----------------- | ------ | ---- |
| 2023 | 유튜브 | 핑계고            | 게스트 | 25회 |
| 2024 | 유튜브 | 핑계고            | 게스트 | 40회 |
| 2024 | 유튜브 | 핑계고            | 게스트 | 43회 |
| 2024 | 유튜브 | 핑계고            | 게스트 | 45회 |
| 2024 | 유튜브 | 핑계고            | 게스트 | 60회 |
| 2024 | 유튜브 | 핑계고            | 게스트 | 63회 |
| 2024 | 유튜브 | 워크돌            | 게스트 | 6회  |
| 2024 | 유튜브 | 집대성            | 게스트 | 27회 |
| 2025 | 유튜브 | 나영석의 와글와글 | 게스트 | 14회 |

### 뮤직비디오
| 연도 | 가수   | 노래 |
| ---- | ------ | ---- |
| 2021 | 박재정 | 취미 |

### 광고
| 연도        | 기업명            | 제품명                                | 종류                         | 공동 출연                    |
| ----------- | ----------------- | ------------------------------------- | ---------------------------- | ---------------------------- |
| 2015        | LG유플러스        | LG유플러스 IoT앳홈 ※바이럴 광고       | 사물인터넷 서비스            | 박보영                       |
| 2015        | 기아자동차        | K5 디젤 ※바이럴 광고                  | 자동차                       | 안재홍                       |
| 2015 ~ 2016 | LG유플러스        | LG유플러스 비즈 스카이프 ※바이럴 광고 | 비지니스용 통합 커뮤니케이션 |                              |
| 2015 ~ 2016 | (주)페리카나      | 페리카나치킨                          | 치킨 프랜차이즈              | 박보검                       |
| 2015 ~ 2017 | 한국투자증권      | 한국투자증권 '뱅키스'                 | 증권                         |                              |
| 2016        | (주)클리오        | 페리페라 ※바이럴 광고                 | 화장품                       | 김소현                       |
| 2016        | 한국P&G           | 질레트 플렉스볼                       | 면도기                       | 류준열                       |
| 2016        | RUTC 어학원       | RUTC 어학원 ※바이럴 광고              | 입시 영어교육 전문학원       |                              |
| 2016        | 광동제약          | 광동 헛개차                           | 숙취해소 음료                | 윤제문                       |
| 2016 ~ 2017 | 보령제약          | 용각산 쿨                             | 의약품                       | 이세영 (2016), 박진주 (2017) |
| 2017        | (주)브랜드 인덱스 | 팬콧(pancoat)                         | 캐주얼 의류                  |                              |
| 2017        | 롯데칠성          | 클라우드 클리어 제로                  | 주류음료                     |                              |
| 2022        | 브레이브 모바일   | 숨고 (Soom go)                        | 생활솔루션 재능마켓 플랫폼   | 성동일, 라미란, 한선화       |

## 수상 및 후보
| 연도 | 시상식                                  | 부문                               | 작품            | 결과 |
| ---- | --------------------------------------- | ---------------------------------- | --------------- | ---- |
| 2016 | 제8회 스타일 아이콘 아시아 어워즈       | 어썸 스웨거 상                     | 빈칸            | 수상 |
| 2016 | 제11회 맥스무비 최고의 영화상           | 최고의 남자조연배우상              | 뷰티 인사이드   | 후보 |
| 2016 | 제52회 백상예술대상                     | TV부문 남자 신인연기상             | 응답하라 1988   | 후보 |
| 2016 | 제16회 대한민국청소년영화제             | 청소년선정 인기영화인 - 신인배우상 | 빈칸            | 수상 |
| 2016 | tvN10 어워즈                            | 신스틸러(남자)                     | 응답하라 1988   | 후보 |
| 2016 | KBS 연기대상                            | 연작 · 단막극상                    | 빨간 선생님     | 수상 |
| 2017 | 제6회 한국영화배우협회 스타의 밤 시상식 | 한국영화 인기스타상                | 부라더          | 수상 |
| 2017 | MBC 연기대상                            | 미니시리즈부문 남자 우수연기상     | 자체발광 오피스 | 후보 |
| 2019 | 제28회 부일영화상                       | 남자 인기스타상                    | 극한직업        | 후보 |
| 2021 | 제8회 들꽃영화상                        | 남우주연상                         | 국도극장        | 후보 |
| 2023 | 제2회 청룡 시리즈 어워즈                | 드라마 부문 남우조연상             | 카지노          | 수상 |
| 2023 | 제8회 아시아 아티스트 어워즈            | 베스트 액터상                      | 빈칸            | 수상 |
| 2023 | 제9회 서울콘 에이판 스타 어워즈         | 남자 연기상                        | 카지노          | 수상 |
| 2024 | 제2회 핑계고 시상식                     | 최우수상                           | 빈칸            | 수상 |
| 2024 | 제10회 에이판 스타 어워즈               | 미니시리즈부문 남자 우수연기상     | 수사반장 1958   | 후보 |
| 2024 | MBC 연기대상                            | 미니시리즈부문 남자 우수연기상     | 수사반장 1958   | 수상 |
| 2024 | MBC 연기대상                            | 베스트 커플상 (with 이제훈)        | 수사반장 1958   | 후보 |

## VIP 시사회
- 범죄도시5 (2026년)